# At the Rainbow
Albums de Focus
Focus III
(1972) Hamburger Concerto
(1974)
At the Rainbow est le premier album enregistré en public par le groupe hollandais de rock progressif Focus. Il est sorti le 23 septembre 1973 sur le label Imperial Records.

## Historique
L'album est enregistré lors du concert que donne le groupe le samedi 5 mai 1973 au Rainbow Theatre de Londres. Il contient les deux plus grand succès du groupe, Hocus Pocus et Sylvia, et est produit par Mike Vernon.
Il obtient un bon succès au Royaume-Uni où il se classe à la 23e place des charts et est certifié Disque d'argent (60 000 exemplaires vendus).

## Liste des titres
Sauf mention contraire, tous les titres sont de Thijs van Leer :
Face 1
1. Focus III - 3:53
2. Answers? Questions! Questions? Answers! (Jan Akkerman, Bert Ruiter) - 11:37
3. Focus II - 4:22

Face 2
1. Eruption (Excerpt) - 8:44
  1. Orfeus
  2. Answer
  3. Orfeus
  4. Answer
  5. Pupilla'
  6. Tommy (Tom Barlage)
  7. Pupilla
2. Hocus Pocus (van Leer, Akkerman) - 8:30
3. Sylvia - 2:48
4. Hocus Pocus - reprise (van Leer, Akkerman) - 2:49

## Musiciens
- Thijs van Leer : orgue, flûte, chant
- Jan Akkerman : guitare
- Bert Ruiter : basse, chant
- Pierre van der Linden : batterie

## Charts et certifications
| Pays        | Durée du classement | Meilleur classement |
| ----------- | ------------------- | ------------------- |
| États-Unis  | 10 semaines         | 132e                |
| Norvège     | 1 semaine           | 22e                 |
| Pays-Bas    | 2 semaines          | 9e                  |
| Royaume-Uni | 5 semaines          | 23e                 |

| Pays        | Certification | Ventes  | Date       |
| ----------- | ------------- | ------- | ---------- |
| Royaume-Uni | Argent        | 60 000+ | 01/01/1974 |